# Kurihara, Miyagi
Kurihara (japanska: 栗原市?, Kurihara-shi) är en stad i Miyagi prefektur i Japan. Staden bildades 2005 genom en sammanslagning av kommunerna Hanayama, Ichihasama, Kannari, Kurikoma, Semine, Shiwahime, Takashimizu, Tsukidate, Uguisuzawa och Wakayanagi.